# Тетродонтофора блакитна
Тетродонтофора блакитна (Tetrodontophora bielanensis) — вид ногохвосток. Вид має практичне значення, бере участь в процесах ґрунтоутворення.
Занесено до Червоної книги України.

## Морфологічні ознаки
Тіло сплющене дорзо-вентрально, завдовжки 5–9 мм, колір синьо-фіолетовий або сірий. Кігтики з двома великими латеральними і одним звичайним внутрішнім зубцем. Стрибальна вилка розвинена. Анальні шипи дуже дрібні.

## Поширення
Ростоцько-Опільська горбогірна область; Західно-Подільська височинна область; Вододільно-Верховинська область; Прутдністровська височинна область; Волинське та Мале Полісся; Центральнопридніпровська височинна область.

## Особливості біології
Вид мешкає в лісових біотопах (рівнинні та гірські переважно хвойні ліси), у підстилці та верхніх шарах ґрунту, у трухлявій деревині, на грибах, лишайниках, у вологих мохах на підтоплених місцях. Відмічений у норах гризунів, на трупах тварин.

## Загрози та охорона
Загрози: підвищений антропогенний тиск на біотопи.